# Diffa
Diffa é uma cidade no sudeste do Níger, perto da fronteira entre este país e a Nigéria.
Tinha uma população de 23 600 habitantes em 2004. É a sede administrativa da região Diffa e do departamento ("arrondissement") com o mesmo nome.